# غلطة نوف (مسلسل)
غلطة نوف هو مسلسل من إنتاج التلفزيون السعودي وعرض في رمضان 2008.

## القصة
يحكي المسلسل قصة «نوف» اليتيمة والتي عاشت في بيت عمها «أبو محمد» أحد تجار مدينة الرياض مع ابنيه «محمد» و«خالد» ووالدتهم. يقرر أبو محمد تزويج ابنه الأكبر محمد من نوف ولكنه يرفض في البداية بحجة أنها مثل أخته ولكنه يوافق لاحقاً. يقع محمد ونوف في الحرام وتحمل سفاحاً منه ثم يستنكر الأمر وتذهب نوف مع ابنة عمها «سارة» إلى المستشفى لإسقاط الجنين وتلحق بهم «بدرية» أخت سارة والتي تكتشف الأمر وتنهال بدرية على نوف بالصراخ ويسمعهم أبو محمد ويتوفى بسبب نوبة قلبية.
تتزوج نوف من خالد شقيق محمد، ويسافر محمد إلى أمريكا حيث يتزوج هناك من امرأة أمريكية تنجب له ابنته الوحيدة لكنها تخونه لاحقاً مع رجل مصاب بالإيدز وبدورها تنقله إلى زوجها محمد فيطلقها ويعود بابنته إلى السعودية. بعد عودته يموت محمد بفترة قصيرة وتدب الغيرة في نوف عند رؤيتها لابنة محمد وتحقد عليها وتحاول أن تخرجها أكثر من مرة ولكنها تفشل. في نهاية الأمر تقوم نوف بإسقاط ابنة محمد من الدرج وهو ما تسبب لها بارتجاج في الدماغ، وتسجن نوف ثم تصاب بالجنون.

## طاقم العمل
شارك في المسلسل العديد من الممثلين من السعودية ودول الخليج والأردن وهم:
| الممثل             | الدور                                         |
| ------------------ | --------------------------------------------- |
| حسين المنصور       | محمد                                          |
| ميساء مغربي        | نوف                                           |
| ماجد مطرب فواز     | خالد شقيق محمد                                |
| عبد الرحمن الخريجي | أبو محمد وعم نوف                              |
| مريم الغامدي       | أم محمد                                       |
| آية شاكر جابر      | ابنة محمد من الأمريكية                        |
| خالد الحربي        | سعود زوج سارة                                 |
| أميرة محمد         | فايزة زميلة سارة في العمل و زوجة سعود الثانية |
| آلاء شاكر          | سارة شقيقة محمد                               |
| مي عبد الله        | بدرية شقيقة محمد                              |
| شافي الحارثي       | زوج بدرية                                     |
| العنود حسين        | خلود صديقة نوف                                |
| مرزوق الغامدي      | فارس أخو خلود وزميل محمد                      |
| وجنات الرهبيني     | أم فارس وخلود                                 |
| نجلاء عبد الله     | زوجة أخو فائزة                                |
| مديحة كنيفاتي      | زوجة محمد الأمريكية                           |
| نادرة عمران        | مثال                                          |
| ألان زغبي          | لؤي يعمل لدى أبو محمد                         |
| عبد العزيز الشمري  | سعد شقيق فايزة                                |
| رنا أبو غالي       | زوجة سعد                                      |